# Willemia
Willemia är ett släkte av urinsekter. Willemia ingår i familjen Hypogastruridae.

## Dottertaxa tillWillemia, i alfabetisk ordning[1][2]
- Willemia annapurna
- Willemia anophthalma
- Willemia arenicola
- Willemia arida
- Willemia aspinata
- Willemia bedosae
- Willemia bellingeri
- Willemia brevispina
- Willemia buddenbrocki
- Willemia bulbosa
- Willemia christianseni
- Willemia deharvengi
- Willemia delamarei
- Willemia denisi
- Willemia dubia
- Willemia fjellbergi
- Willemia granulata
- Willemia intermedia
- Willemia japonica
- Willemia koreana
- Willemia meybholae
- Willemia multilobata
- Willemia nadchatrami
- Willemia namibiae
- Willemia neocaledonica
- Willemia nepalensis
- Willemia persimilis
- Willemia psammophila
- Willemia scandinavica
- Willemia setonychia
- Willemia shanghaiensis
- Willemia similis
- Willemia subbulbosa
- Willemia tali
- Willemia trilobata
- Willemia trisphaerae
- Willemia unispina
- Willemia wandae
- Willemia virae
- Willemia zhaoi